# Lijst van burgemeesters van Kerkwerve
Dit is een lijst van burgemeesters van de voormalige Nederlandse gemeente Kerkwerve tot die gemeente in 1961 opging in de gemeente Middenschouwen.
| Ambtsperiode | Naam burgemeester          | Partij of stroming | Bijzonderheden                                          |
| ------------ | -------------------------- | ------------------ | ------------------------------------------------------- |
| 18?? - 1841  | Johannes/Johannis Gast     |                    |                                                         |
| 1841 - 1854  | Marinus (M.) Boogerd       |                    |                                                         |
| 1854 - 1855  | S.M. Hanse                 |                    |                                                         |
| 1855 - 1876  | Gilles (G.) van der Cingel |                    |                                                         |
| 1876 - 1892  | Leendert Cornelis Boogerd  |                    |                                                         |
| 1892 - 1897  | N.W. Hocke                 |                    |                                                         |
| 1897 - 1937  | C.J. Boogerd               |                    |                                                         |
| 1937 - 1952  | Willem (W.) Baas           | ARP                | later burgemeester van Sint Laurens en Sint-Annaland    |
| 1952 - 1961  | Simon (S.) Francke         | ARP                | later burgemeester van Middenschouwen en Valkenisse (W) |